# 萊巴嫩 (肯塔基州)
莱巴嫩（英語：Lebanon），是美国肯塔基州的一座城市。建立于1814年，面积约为13.7平方公里（5.3平方英里）。根据2010年美国人口普查，该市的人口为5,539人。